# Bisdom Carúpano
Het bisdom Carúpano (Latijn: Dioecesis Carupaensis) is een rooms-katholiek bisdom met als zetel Carúpano, in Venezuela. Het bisdom is suffragaan aan het aartsbisdom Cumaná. 

## Geschiedenis
Het bisdom werd opgericht op 4 april 2000, uit delen van het aartsbisdom Cumaná. 

## Parochies
Het bisdom had in 2020 een oppervlakte van 5.818 km2 en telde 543.000 inwoners waarvan 98,8% rooms-katholiek was.

## Bisschoppen
- Manuel Felipe Díaz Sánchez (4 april 2000 - 10 december 2008)
- Jaime José Villarroel Rodríguez (10 april 2010 - heden)

## Galerij van afbeeldingen

Wapen van het bisdom Carúpano
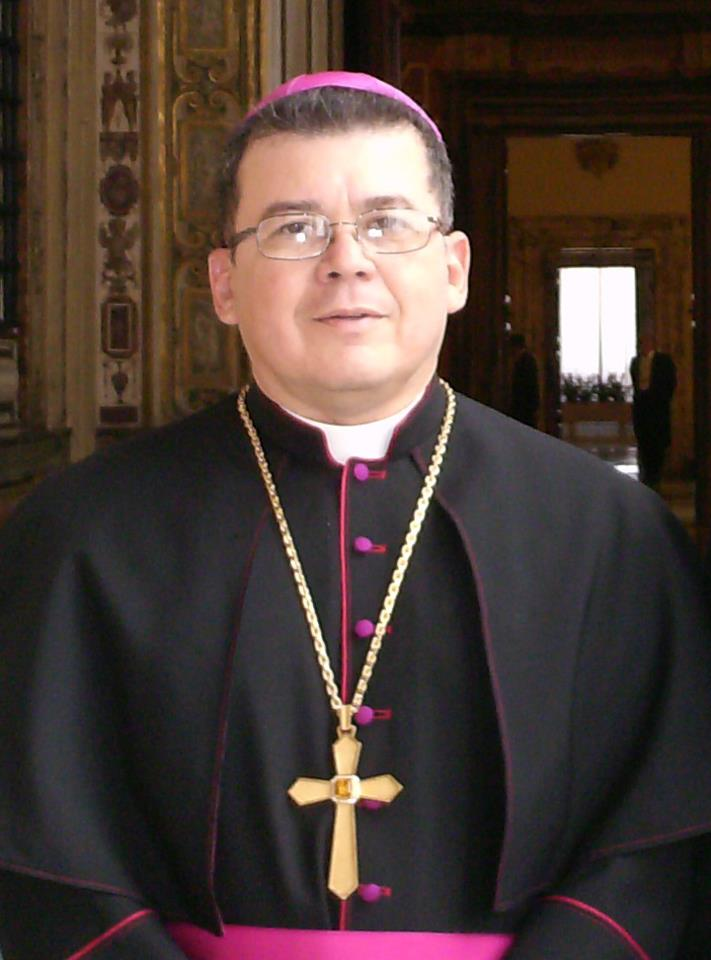
Bisschop Manuel Felipe Díaz Sánchez (2000-2008), hier als aartsbisschop van Calabozo in 2015
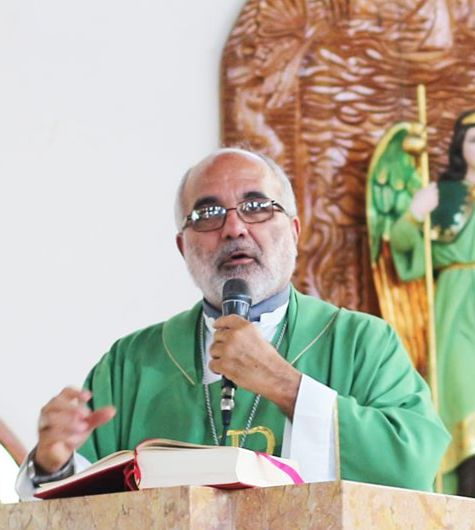
Bisschop Jaime José Villarroel Rodríguez

Cumaná (aartsbisdom) · Barcelona · Carúpano · El Tigre · Margarita